# Oekraïnapaleis

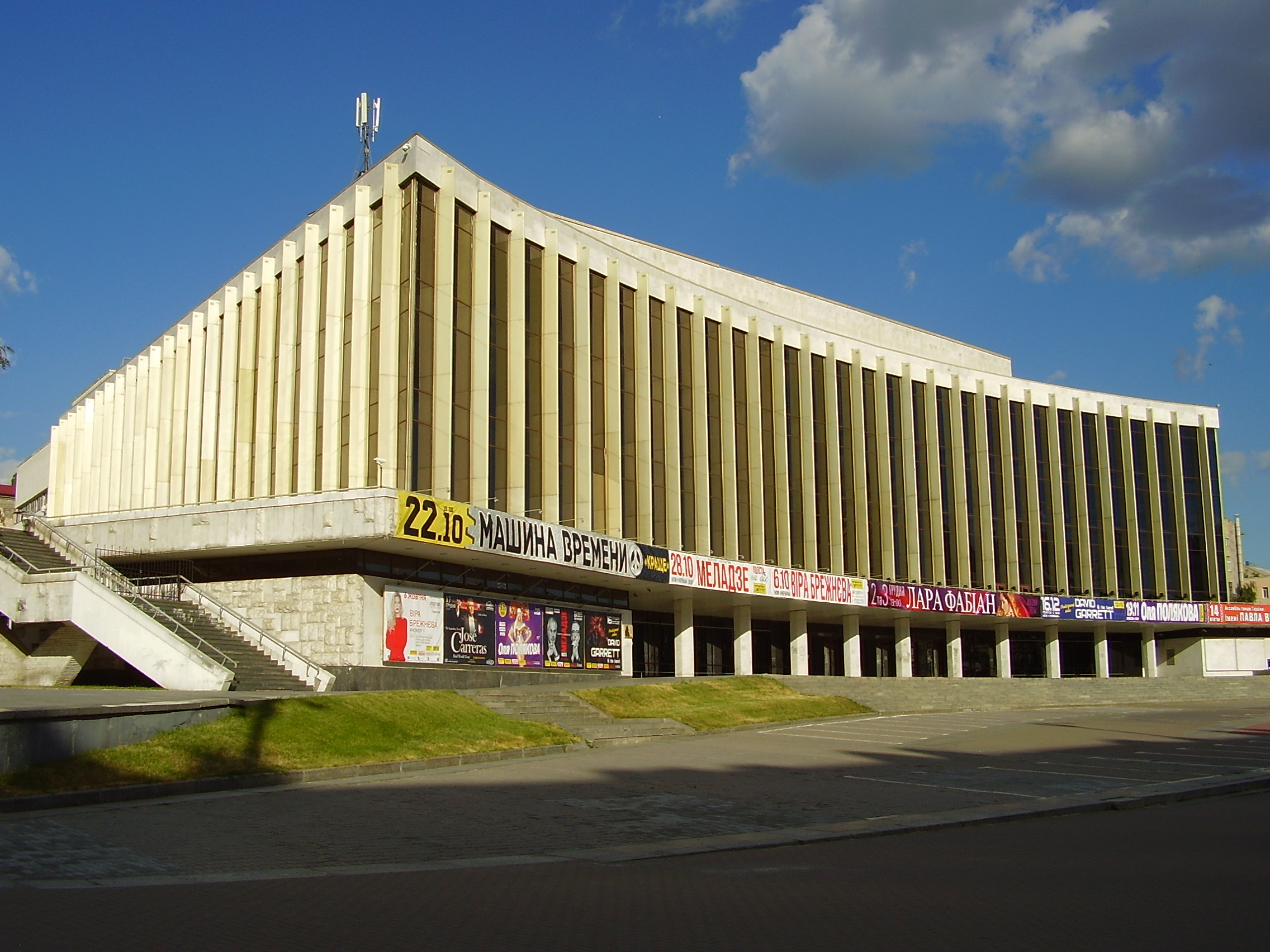
Oekraïnapaleis

Het Nationaal paleis voor de kunsten "Oekraïna" (Oekraïens: Національний палац мистецтв "Україна") of kort Paleis Oekraïna is een van de belangrijkste locaties voor officiële evenementen in Oekraïne. 
De locatie is een staatsbedrijf en werd in 1970 geopend als het grootste centrum van cultuur en kunst. 
Het gebouw is ontworpen door een groep architecten bestaand uit P. Zjylytskyj en I. Vajner onder leiding van Jevhenia Marytsjenko. Aan alle architecten werd in 1971 de Nationale Sjevtsjenko-prijs uitgereikt voor het ontwerp en de realisatie. Het gebouw is trapeziumvormig, achtentwintig meter hoog en bevat meer dan 300 kamers.
Volgens de oorspronkelijke plannen zou het gebouw op de plaats van het Sint-Michielsklooster worden gebouwd, maar uiteindelijk werd het gebouw op een voormalig marktplein aan de Krasnoarmejskaja-straat gebouwd. 
Enkele artiesten die er hebben opgetreden zijn Christina Aguilera, Enrique Iglesias, Luciano Pavarotti en Sofia Rotaroe. De concertzaal heeft een capaciteit van 3714 personen. In 2013 werd daar het Junior Eurovisiesongfestival 2013 georganiseerd.